# 海上機動旅団
海上機動旅団（旧字体：海󠄀上機動旅團、かいじょうきどうりょだん）は、太平洋戦争中の大日本帝国陸軍の部隊編制の一つ。島嶼戦に対応した上陸作戦の専門部隊として計画され、4個旅団が編成された。

## 概要

### 編成の経緯
陸軍は、太平洋戦争以前から上陸作戦を重視して一定の研究を行っていたが、太平洋戦争が勃発するとますます専門部隊の必要性が高まり、その研究が強化されるようになった。1942年（昭和17年）頃には、揚陸艦の一種である機動艇30隻を持つ師団規模の海上機動兵団及び15隻を持つ海上機動旅団を創設する基本構想がまとまった。
その後、1943年（昭和18年）5月にアッツ島の戦いが発生し、日本軍は救援に失敗して守備隊を玉砕させてしまった。この事態に、敵軍の侵攻を受けた島嶼に上陸作戦により反撃部隊を送る「逆上陸作戦」の専門部隊としても、海上機動旅団の編成が急がれることになった。そして、同年11月16日の軍令陸甲第106号として海上機動旅団4個の編成が下令された。計画としては、さらに2個旅団編成されるはずだったと言われる。
なお、本来は上陸作戦部隊として編成されたにもかかわらず、旅団として実際に敵前上陸作戦に参加することは一度も無かった。ただし、ビアク島の戦いにおいて海上機動第2旅団の投入が計画されたことがあったほか、旅団輸送隊のみが他部隊の指揮下で逆上陸作戦を実施したことがある。

### 基本編制
機動3個大隊を基幹としており、規模は増強された歩兵連隊に近かった。総兵力は約5500名である。
下記はあくまで理論上の編制であり、実際には旅団輸送隊の船舶などは大幅に不足していた。旅団輸送隊には代用として徴用漁船や機帆船などが配備されることが多かった。
- 旅団司令部：水陸両用車9輌
- 機動大隊（3個）
  - 歩兵中隊（3個）
  - 砲兵中隊：山砲3門、速射砲2門
  - 迫撃砲中隊：軽迫撃砲12門
  - 作業中隊（戦闘工兵）
- 機関砲隊：高射機関砲6門
- 戦車隊：軽戦車9輌
- 工兵隊
- 通信隊
- 輸送隊：大発動艇150隻、特大発動艇10隻、機動艇3隻、駆逐艇10隻[4]
- 衛生隊

## 海上機動旅団一覧

### 海上機動第1旅団
満州で第3独立守備隊などを改編し編成。旅団輸送隊を除く旅団主力は1944年初頭にマーシャル諸島に展開した。うち機動第2大隊はクェゼリンの戦い（1944年1月30日-2月6日）で全滅し、旅団本隊もエニウェトクの戦い（1944年2月18日-23日）で旅団長以下全滅した。連合国軍部隊の上陸の無かった一部の島だけに、若干の部隊が生き残った。
旅団輸送隊は独立工兵第2連隊を改編して編成された。旅団主力と合流するためパラオ諸島まで移動した時点でマーシャル諸島に連合軍が来攻してしまったため、やむなくそのままパラオ諸島に展開し、第14師団に配属された。
その後の旅団輸送隊は、1944年9月にパラオ諸島のペリリュー島へアメリカ軍が上陸すると、同島駐留の1個中隊が防衛戦闘に参加した。パラオ本島駐留の旅団輸送隊主力も、他の陸軍船舶部隊と協力して第14師団の歩兵第15連隊第2大隊を輸送して逆上陸作戦を成功させた。残存戦力は、パラオ本島で敗戦を迎えた。
- 歴代旅団長
  - 西田祥実 少将：（戦死）

### 海上機動第2旅団
満州で第29歩兵団司令部や第5独立守備隊の一部などから編成。旅団主力（旅団輸送隊欠）は、1944年5月上旬、豪北方面（インドネシア東部・西部ニューギニア）への進出途中に輸送船「青葉山丸」がアメリカ海軍潜水艦の攻撃を受けて大破したため、付近のミンダナオ島のサンボアンガへ緊急上陸した。この際に戦車などの重装備と弾薬の大半を失い、小銃すらも不足していた。
同月末にビアク島にアメリカ軍が上陸したのに対応し、3度にわたって海軍艦艇による逆上陸作戦（渾作戦）を試みたが、すべて中止となりニューギニア西部のソロン（en）に上陸した。その後、付近のサラワティ島へ移動して守備につきながら敗戦を迎えた。食糧不足により多数の戦病死者が発生した。
旅団の一部（約180名）は、渾作戦の際にサンボアンガへ残置され、1945年3月にアメリカ軍の上陸を迎え撃って全滅した。（詳細はミンダナオ島の戦いを参照）
別編成の旅団輸送隊は、旅団主力とは合流できないままセレベス島などで活動した。
- 歴代旅団長
  - 奥村半二 少将：1944年（昭和19年）3月1日 - 1944年（昭和19年）3月14日[7]
  - 玉田美郎 少将：
  - 横光三徳 大佐：

### 海上機動第3旅団
1944年3月26日、北千島の占守島で編成完結。前身は千島第1守備隊第2歩兵隊（歩兵3個大隊基幹）で、これに日本本土で新たに編成した戦車隊などを編合した。千島列島北部に分散展開して防衛に当たっていた。
その後1945年には本土決戦に備えて北海道本土、ついで青森県へと移動することとなった。うち輸送船「大誠丸」と護衛の特設砲艦「快鳳丸」からなる第1梯団（旅団司令部及び機動第1大隊主力ほか）は、経由地小樽港へ航行中の4月19日に潜水艦により2隻とも撃沈され、旅団長以下多数が戦死した。旅団輸送隊は残置され、それ以外の部隊は青森で再建後、さらに鹿児島県へ転進した。旅団輸送隊は後に独立して船舶工兵第57連隊となり、一部は占守島の戦いで幌筵島からの増援部隊輸送に従事した。
5月23日に旅団主力の独立混成第125旅団（敬天兵団）への改編が下令され、独立歩兵大隊3個を追加するなどして6月中旬に鹿児島で編成完結した。薩摩半島で守備に就き、終戦を迎えた。終戦後に熊本県の人吉市へ移動して復員を開始し、9月20日復員式を挙行、11月30日に敬天特別旅団司令部を閉鎖した。
- 歴代旅団長
  - 池田栄之助 大佐（後に少将）：1944年（昭和19年）3月1日 - 1945年（昭和20年）4月19日（戦死）
  - 倉橋尚 大佐（後に少将）：1945年（昭和20年）5月8日 - 1945年（昭和20年）6月1日[8]

### 海上機動第4旅団
1944年3月10日、北海道の旭川市で編成完結。第7師団の第7歩兵団司令部を旅団司令部に流用し、3個の機動大隊も第7師団の担当で編成されている。戦車隊は盛岡、機関砲隊は小倉で編成。訓練後に択捉島へ展開して第27軍隷下に入った。旅団輸送隊の装備船舶が不足し、編成当初は大発10隻と徴用漁船若干しか無く、故障が頻発するうえにその後の補充も不十分で、海上輸送第6大隊などの協力を得ることとなった。
1945年5月-6月に、本土決戦に向け旅団主力は埼玉県へと移動し、第36軍隷下の戦車第1師団に編合された。終戦まで道路整備や農作業などを行い、同年9月15日に復員を完了した。旅団輸送隊のみは函館に残留した。
- 歴代旅団長
  - 峯木十一郎 少将：1944年（昭和19年）3月1日 - 1944年（昭和19年）11月27日
  - 内田辰雄 少将：1944年（昭和19年）11月27日 - 終戦

## 甲支隊について
上記の4つの正式の旅団のほか、「事実上の海上機動旅団」として扱われたことのある部隊に甲支隊がある。第52師団隷下の歩兵第107連隊を基幹に、同師団の砲兵連隊の一部などを分属させた臨時の部隊であり、1943年に編成された。逆上陸部隊に使用する目的で、師団本隊とは切り離された支隊として優先的に前線へと送られた。歩兵3個大隊基幹の逆上陸部隊で、戦車中隊や迫撃砲中隊も追加する予定であり、規模・性格とも海上機動旅団に近かった。そのため当時の作戦関係者の間で「海上機動旅団」として数えられることがあった。
1943年11月にギルバート諸島にアメリカ軍が上陸し、タラワの戦いが発生すると、予定通り逆上陸部隊として海軍艦艇に運ばれて出撃したが、守備隊の全滅前に間に合わず作戦中止された。その後は、カロリン諸島などの守備隊として配備されることとなり、師団本隊がカロリン諸島のチューク(トラック)島に到着すると、支隊としての編制は解かれて師団に復帰した。なお、追加の戦車中隊や迫撃砲中隊は1944年2月にポンペイ（ポナペ）島に到着し、連隊に合流している。